# Pierre Cangioni
Pierre Cangioni, né le 29 juillet 1939 à Paris, est un journaliste sportif français.

## Carrière
Né « par hasard » à Paris, Pierre Cangioni grandit à Bocognano  en Corse, île d’où sont originaires ses parents.
De formation universitaire, il est le créateur et il est célèbre pour avoir été le premier présentateur de l’émission hebdomadaire Téléfoot, du 16 septembre 1977 au 17 janvier 1982, date à laquelle Michel Denisot le remplace. L'émission, qu'il présente environ 150 fois, est diffusée le samedi soir sur TF1 vers 23 h.
Spécialiste de cette discipline, Pierre Cangioni commente également de nombreux combats de boxe à la télévision comme à la radio. Il est d’ailleurs l’auteur d'ouvrages spécialisés sur le sujet comme La Fabuleuse histoire de la boxe (1977), Carlos Monzon "El Macho" (1998), La Légende de la boxe (1999), mais aussi sur La Coupe du monde de football 1978, Argentine (1978).
Il est cité dans la chanson J'ai raté Téléfoot de Renaud, sortie dans l'album Le Retour de Gérard Lambert  en 1981.
En 1983, il s'essaye au cinéma et réalise Santu Nicoli, présenté comme le véritable premier film en langue corse, avec Robin Renucci et Pierre Massimi : une vendetta entre les villages de Lama et Pietralba (Haute-Corse).
Après avoir été directeur des sports au sein de La Cinq d'avril 1987 à octobre 1990 (il est connu aussi pour avoir animé Télé matchs dimanche de 1987 a 1990 et Goool de 1990 a 1991), il occupe très brièvement la présidence du club de football de l’Olympique de Marseille, de décembre 1994 à mai 1995, succédant alors à Bernard Tapie.
En 2012, il reçoit le Prix de la carrière décerné par l'association des écrivains sportifs. Le Prix de la carrière récompense une femme ou un homme qui, tout au long de sa carrière, par ses écrits ou par ses travaux, a apporté une contribution importante au sport, à sa diffusion et son retentissement.
Retraité, Pierre Cangioni a soutenu activement pendant plusieurs années le projet de faire passer en Corse le tour de France cycliste ce qu'il contribua à faire avec le Tour de France cycliste de 2013 dont 3 étapes se déroulèrent sur l'île :
- Première étape : Porto Vecchio - Bastia.
- Seconde étape : Bastia - Ajaccio par le col de Vizzavona.
- Troisième étape : Ajaccio - Calvi.